# José Acioli de Brito
José Acioli de Brito (1852 — 1889) foi um político brasileiro.
Foi presidente da província de Goiás, de 1 de novembro de 1884 a 17 de outubro de 1885.